# Julio Rey de Paz
Julio Rey de Paz (Toledo, 13 de enero de 1972) es un atleta español especializado en pruebas de fondo.
Comenzó su trayectoria en su tierra en la pista y en el cross. Primero especializado en pruebas de fondo, y posteriormente en el maratón, donde ha conseguido sus mayores éxitos internacionales.
En los Campeonatos del Mundo de 1997 fue octavo en la final de 10 000 metros.
En marzo de 1999 fue sancionado con una suspensión de dos años por la Real Federación Española de Atletismo por dar positivo por mesterolona, un esteroide anabolizante, detectado en el control antidopaje del Campeonato de España de campo a través. El 18 de abril de 1999 volvió a dar positivo en los controles efectuados en la maratón de Róterdam.
Después de cumplir su sanción consigue sus mayores éxitos internacionales, siendo el primer atleta de nivel internacional que rehace su carrera deportiva después de una sanción por dopaje de dos años. Su nivel deportivo ha sido mucho mejor en esta segunda etapa, convirtiéndose en uno de los mejores atletas del mundo. Es toda una referencia en Hamburgo, siendo vencedor de esta prueba en cuatro ocasiones Maratón Hamburgo (2001, 2003, 2005 y 2006), consiguiendo en la edición de 2006 el récord de España, que mantuvo hasta que Ayad Lamdassem lo batió en 2020.
En los Campeonatos del Mundo, en la prueba de maratón, fue subcampeón en el Campeonato Mundial de Atletismo de 2003 (París), luchando por el oro hasta el final junto al atleta Marroquí Jaouad Garib, siendo el campeonato del mundo que más rápido se corrió hasta ese momento. También fue  octavo en el Campeonato Mundial de Atletismo de 2005 (Helsinki).
En los Campeonatos de Europa ha obtenido dos medallas de bronce en los maratones de 2002 y 2006.
En el Campeonato de Europa de Múnich 2002 partía como gran favorito, junto a los otros representantes españoles, pero Janne Holmen, un atleta finlandés semidesconocido y con una discreta marca, se escapó del grupo en el kilómetro 2, llegando a tener una ventaja de 1´30 en el km 35, y consiguió ganar holgadamente. En el momento de la carrera las condiciones climatológicas eran muy adversas, con 15 grados de temperatura, una humedad relativa del 95% y con lluvia.
Debutó como olímpico en Atenas, en los Juegos Olímpicos de 2004,con la premisa de lograr una medalla, aunque solo pudo ser 58° en el maratón, debido a una descomposición estomacal. En los Juegos Olímpicos de Pekín 2008 también participó en la prueba de maratón aunque tuvo que abandonar y no logró cruzar la meta.
El 20 de octubre de 2009 anuncia su retirada debido a sus continuos problemas físicos.
En 2011 anuncia su vuelta a la alta competición, declarando que se ha recuperado de la lesión que le hizo abandonar la práctica deportiva, y con el objetivo de lograr una de las plazas de la selección española para el maratón de los juegos olímpicos de 2012.
También ha destacado como entrenador entre otros de Ivan Hierro, atleta cántabro suspendido por dopaje.
También ha participado en pruebas de ultradistancia, como los 101 km de Ronda 2017, donde finalizó en sexta posición con un tiempo de 09:20:54.

## Palmarés Nacional
- Campeón de España de 10 000 metros en 1997
- Campeón de España de cross en 1997 y 1998
- Campeón de España de media maratón en 2004

## Mejores marcas
| Prueba        | Resultado | Fecha      | Lugar    |
| 3000 m        | 7:54.40   | 1997       | -        |
| 5000 m        | 13:22.13  | 1998       | -        |
| 10000 m       | 27:47.33  | 04/04/1998 | Lisboa   |
| Media maratón | 1h02:10   | 05/05/2002 | Bruselas |
| Maratón       | 2h06:52   | 23/04/2006 | Hamburgo |